# Philipp von der Recke von Volmerstein
Graf Philipp Heinrich Christian von der Recke von Volmerstein (* 17. oder 20. August 1751 in Stockhausen; † 15. März 1840 in Düsseldorf) war ein deutscher Adliger und Abgeordneter.
Die Familie Recke gehörte dem westfälischen Uradel der Grafschaft Mark an. Am 20. Dezember 1817 verlieh der preußische König dem Zweig Gotthards unter dem nunmehrigen Namen von der Recke von Volmerstein den Grafenstand. Von der Recke von Volmerstein, der evangelischer Konfession war, heiratete am 9. Juli 1784 Luise Reichsfreiin von der Recke († am 16. April 1836). Aus der Ehe gingen die Söhne Gotthard und Adalbert hervor.
Von der Recke von Volmerstein war Rittergutsbesitzer. Er war Herr zu Volmerstein, Overdyk, Werdringen, Mallinckenrodt, Obernhoff und Besitzer der Volmersteinischen Lehnkammer. Er wurde im Stand der Ritterschaft im Wahlbezirk Mark für den Provinziallandtag der Provinz Westfalen 1830/31 gewählt, nahm aber am Landtag nicht teil.
Von der Recke war ein Neffe Friedrich Eberhard von Rochows und begeisterte sich für dessen schulreformerische Aktivitäten. Auch Recke gründete zunächst im Gutshaus, später in einem dafür errichteten Gebäude eine Musterschule, in der ab 1790 der junge Johann Friedrich Wilberg lehrte.